# 冒险小虎队：龙山之旅
《冒险小虎队：龙山之旅》（德語：Tiger-Team – Der Berg der 1000 Drachen）是一部由彼得·格西纳（Peter Gersina）执导和编剧的2010年冒险片。其情节基于托馬斯·布勒齊納的书系《冒險小虎隊》。

## 剧情
据传说，在千龙山的月王宫中，曾有一位14世纪的小皇帝患有不治之症。宫殿入口需要三把钥匙开启，并一直未被发现。
600年后。当小虎队的碧吉、帕特里克和路克拜访梅姊的中餐馆时，他们意外打破了一尊雕像。这尊雕像是白先生从父亲老程（梅姊的教父）那里得到的礼物。白先生是中国大熊猫研究站的负责人，他来到維也納是为了帮助维也纳动物园安置两个新熊猫的栖息地。在雕像中藏有一个明朝的龙雕。
维也纳动物园举办一场比赛，胜者将从中国接回这两只熊猫。三人通过大量投稿操纵比赛，最终凭借为熊猫取的名字“笑太阳”和“小月亮”获胜。
他们与白先生、饲养员克罗普斯和动物园的帕普斯女士一起前往中国。
60年前，程爷爷偶然获得了这个龙雕，当时他与朋友小林和小王在玩耍，一名男子将装有三个龙雕的包裹交给他们。那名男子因害怕背上有黑蛇纹身的蒙面人而逃跑。现在，这些龙雕被证明是进入千龙山月王宫的钥匙。
夜里，一个同样有蛇纹身的蒙面人偷走了他们的钥匙。因为一家名为Q化妆品的公司使用了类似的蛇标志作为公司标志，并且总部在北京，于是他们决定前往这家公司。果然，他们在公司再次发现了他们的钥匙。然而，公司负责人Q太和儿子蒙罗早已预料到他们的到来，并将他们赶走。
原来，那位小皇帝患有罕见的太阳过敏症。太后在山中为他建造了宫殿，这位孩子只能在夜间离开宫殿。太后为了寻找治病的药物，发现了一种可以让死去的蝴蝶复活的液体，被称为“永生灵药”。
在博物馆，他们发现了一幅小皇帝与太后的画像，拍照后在电脑上处理，发现上面标注了千龙山入口的地图。
他们开始寻找另外两把钥匙，这两把钥匙分别由程的朋友小林和小王持有。当他们去找小林时，遇到了美玲，得知小林已经去世，留下了一口旧锅。锅柄竟然是第二把钥匙。在寻找小王的过程中，老程在鱼市被绑架。小虎队必须交出三把钥匙，才能换回老程。小王留下了关于第三把钥匙的线索，原来是地理坐标，指向长城上的一座烽火台。他们在烽火台中的钟里找到第三把钥匙，但再次被Q太的人抢走。
Q太想在她的实验室分析灵药，并大量生产，以便建立一支不死的军队，成为世界上最强大的女人。他们以最后一把钥匙换取被俘的老程时，被迫陪同Q太及其手下前往山中。
进入宫殿后，他们找到了灵药。同时，克罗普斯通知了警方，Q太及其手下被抓走。
由于灵药一旦落入坏人之手，将对人类构成极大威胁，众人决定将其销毁。但小虎队决定把它留给熊猫，以拯救濒危物种。他们用奖金买下千龙山上的土地，為大熊貓建造一座野生動物園，並以小皇帝明叔的名字命名，实现其母亲的愿望，让小皇帝永生。

## 琐事
- 电影中展示的熊猫站是位于雅安的碧峰峡熊猫基地。

- 拍摄工作于2009年5月至7月间在维也纳、越南和中国进行[1]。

- 电影于2010年5月6日在德国上映，5月7日在奥地利上映。在德国影院约有31万观众观看。

## 评价
孩子们在电影中表现得像在冒险乐园里。他们在中国的小巷中追逐，在长城上漫步，为进入秘密宫殿而打斗。这场景充满了紧张和不确定性。还有漂亮的画面，让观众对异域世界有了了解。——科内莉亚·盖斯勒（Cornelia Geissler），《柏林日报》
《冒险小虎队》既有趣又紧张。……最有趣的场景之一是帕特里克为了躲避秘密组织穿上女装，踩着高跟鞋在长城上奔跑。当他们与对手交锋时，尤其是在北京狭窄的巷子中惊险逃脱或在月王宫的洞穴中进行最终决战时，情节变得非常紧张。——《旗帜报》
一部根据成功书系改编的缺乏爱意的儿童电影。三位年少主角与配角一样被刻画得很单调，而情节在一个又一个场景中匆匆推进，无法构建出紧张感和趣味。——《国际电影百科全书》

## 奖项
德国电影和媒体评审会授予该片“特别有价值”称号。